# Покрајина Гилан
Гилан (перс. گیلان []) је једна од 30 провинција Ирана. Налази се на северу земеље, надомак Каспијског језера. Граничи се са Ардабилом на северозападу, Занаџаном на југозападу и на југу са Газвином и Мазандараном. Обухвата површину од 14.042 km² на којој живи око 2,5 милиона становника. У саставу Гилана улази и 16 шехрестана. Административни центар покрајине је град Рашт.

## Окрузи
| Карта | Скраћеница на карти   | Округ (шахерестан) |
| ----- | --------------------- | ------------------ |
|       |                       |                    |
| -     | Амлашки округ         |                    |
| BA    | Анзалијски округ      |                    |
| AA    | Астанашрафијски округ |                    |
| A     | Астарски округ        |                    |
| F     | Фумански округ        |                    |
| Lh    | Лахиџански округ      |                    |
| Lr    | Лангрудски округ      |                    |
| -     | Масалски округ        |                    |
| R     | Раштански округ       |                    |
| H     | Резваншахерски округ  |                    |
| Rb    | Рудбарски округ       |                    |
| Rs    | Рудсарски округ       |                    |
| -     | Сијахкалски округ     |                    |
| S     | Совмесарски округ     |                    |
| Sh    | Шафтски округ         |                    |
| -     | Талишки округ         |                    |